# Lee Young-do
Lee Young-do (* 27. April 1972 in Busan, Südkorea) ist ein südkoreanischer Fantasy-Autor. Durch ihn erreichte Fantasy-Literatur in Südkorea eine gewisse Popularität und Anerkennung. Er wurde bekannt durch sein Debütwerk Dragon Raja (드래곤 라자) und die Reihe Die Legende vom Tränenvogel (눈물을 마시는 새 Nunmureul Masineun Sae).

## Leben
Lee wuchs in der Küstenstadt Masan auf und studierte an der örtlichen Kyungnam University Koreanische Sprache und Literatur. Ab 1996 veröffentlichte er auf der Internetseite Hitel seine Fantasy-Geschichte Dragon Raja. Anders als seine Vorgänger war seine Geschichte nicht komplett geprägt durch traditionelle koreanische Merkmale. Stattdessen orientierte er sich stilistisch am westlichen Fantasy-Genre von J.R.R. Tolkien, nahm allerdings einige koreanische Elemente in seine Geschichte mit auf.
Dragon Raja erhielt online so viel Aufmerksamkeit, so dass sich Hwanggeumgaji (Golden Bough), ein Imprint des Literaturverlags Minumsa, entschloss, die Reihe als Buch zu veröffentlichen. Das Buch wurde ein voller Erfolg mit einer Million verkauften Exemplaren. Der Roman wurde ins Japanische und Chinesische übersetzt und über 700.000-mal in Japan und über 200.000 auf Taiwan verkauft. Später folgte eine Videospieladaption.
2003 begann Lee mit der Veröffentlichung der Reihe Nunmureul Masineun Sae (눈물을 마시는 새, englisch: The Bird That Drinks Tears), die letztlich in vier Bänden umgesetzt wurde und 2024 unter dem Titel Die Legende vom Tränenvogel auf Deutsch erscheint. Im Gegensatz zu Dragon Raja beinhaltet diese Reihe mehr koreanische Elemente. Die Reihe spielt in einer Welt vier verschiedener Arten: Menschen, Dokebi, Naga und Lekon. Diese dienen alle einem anderen Gott. Die Naga werden halbsterblich wenn ihre Herzen entfernt werden, was zeremoniell geschieht. Dokebi entstammen koreanischer Legenden und können Feuer beschwören. Lekon haben hühnerähnliche Köpfe und sind besonders groß. Die Reihe ist beeinflusst von koreanischen Volkssagen und beinhaltet koreanische Elemente wie das traditionelle koreanische Wrestling Ssireum, das Spiel Yunnori und die traditionelle koreanische Fußbodenheizung Ondol. Die Reihe wurde über 600.000-mal in Südkorea verkauft.
Das südkoreanische Videospielunternehmen Krafton gab 2021 bekannt, sie wollen die Roman-Reihe als Videospiel adaptieren und eine Multimedia-Franchise daraus entwickeln. Für die erste Visualisierung wurde der Konzeptkünstler Iain McCaig engagiert. Die Veröffentlichung des Spiels ist für 2025 geplant.
Für die Frankfurter Buchmesse 2022 ließ der Verlag Hwanggeumgaji für die vier Bände englischsprachige Entwürfe anfertigen. Dadurch wurden die Rechte an dem Roman in zwölf Länder verkauft, darunter Deutschland, die USA, das Vereinigte Königreich, die Niederlande, Polen und Italien. Die gesamte eingenommene Lizenzgebühr dafür beträgt 600 Mio. Won (etwa 500.000 Euro). Die deutschen Rechte sicherte sich die Gruppe Penguin Random House.

## Werke
Neben den aufgeführten Werken veröffentlichte Lee noch weitere Kurzgeschichten. Seine Werke wurden über 5 Mio. Mal verkauft (Stand: Januar 2023).

### Dragon-Raja-Reihe

#### Romane
- 1998: Dragon Raja (드래곤 라자, 8 Bände)
- 1999: Future Walker (퓨처 워커, 4 Bände)
- 2008: Geurimja Jaguk (그림자 자국)

#### Kurzgeschichten
- 1998: Golem (골렘)
- 2001: Chimera (키메라)
- 2004: Haengbok-ui Geunwon (행복의 근원)

### Vogel-Reihe
Die Vogel-Reihe spielt in einer Welt mit vier Gottheiten und vier Arten. Die Reihe ist inspiriert durch die koreanische Geschichte und Mythologie.
- 2003: The Bird That Drinks Tears (눈물을 마시는 새 Nunmureul Masinen Sae, 4 Bände)
  - 2024 auf Deutsch als Die Legende vom Tränenvogel. Heyne-Verlag.
    - Band 1: Das Blut der Herzlosen
    - Band 2: Der träumende Krieger
    - Band 3: Der Feuergeist
    - Band 4: Die Suche nach dem König
- 2005: The Bird That Drinks Blood (피를 마시는 새 Pireul Masineun Sae, 8 Bände)

### Over-Reihe
- 2004: Over the Horizon (오버 더 호라이즌, Kurzgeschichte)
- 2004: Over the Nebula (오버 더 네뷸러, Kurzgeschichte)
- 2004: Over the Mist (오버 더 미스트, Kurzgeschichte)
- 2018: Over the Choice (오버 더 초이스, Roman)

### Weitere Romane
- 2001: Polaris Rhapsody (폴라리스 랩소디, 5 Bände)